# Álvaro Piñeiro
Álvaro Piñeiro Sanromá (16 giugno 1971) è un ex giocatore di calcio a 5 uruguaiano.

## Carriera
Con la nazionale maschile di calcio a 5 dell'Uruguay ha disputato due campionati mondiali: nel 1996 la selezione sudamericana è stata eliminata nel secondo turno nel girone comprendente Brasile, Ucraina e Paesi Bassi; nel 2000  rimase fuori inaspettatamente dalla seconda fase in favore dell'Egitto.